# Anexotamos
Anexotamos este un gen de molii din familia Lymantriinae.